# 拉瓦德
拉瓦德，是西班牙加利西亚自治区卢戈省的一个市镇。 总面积5平方公里，总人口1583人（2001年），人口密度317人/平方公里。